# Aïkhal

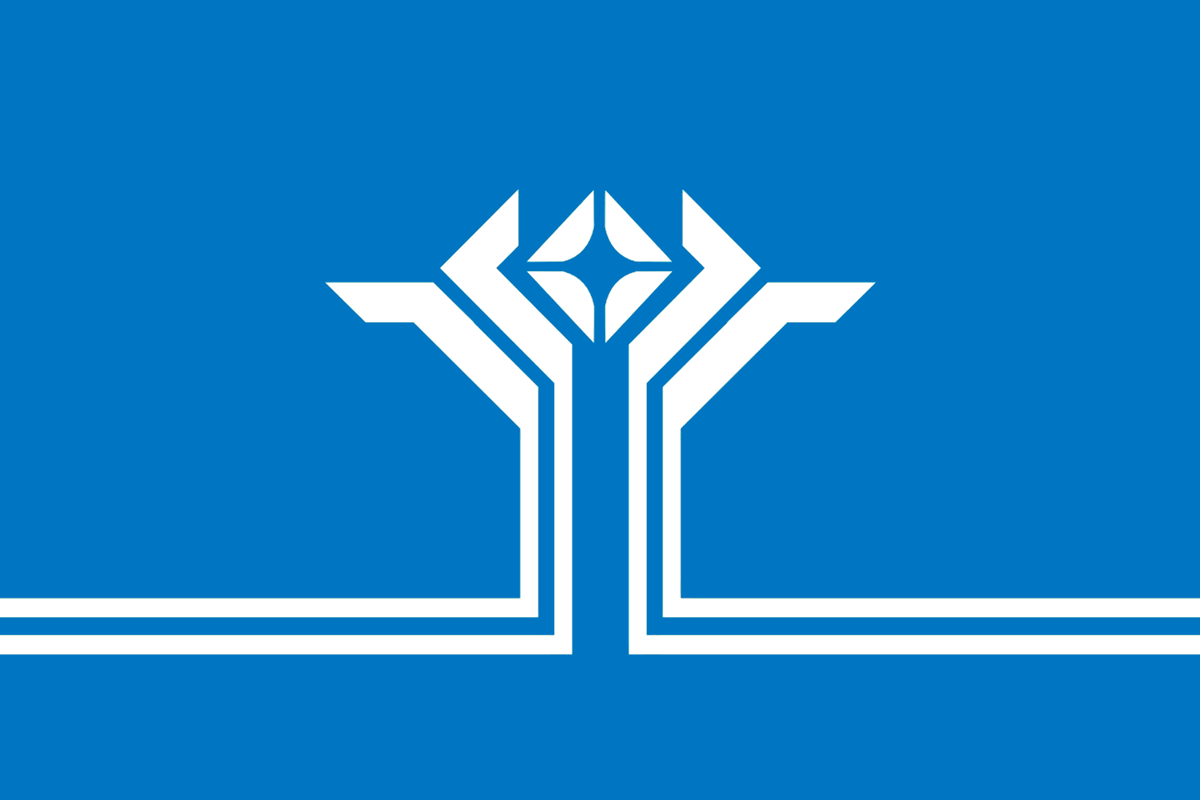

Aïkhal (en russe : Айхал) est une commune urbaine de la République de Sakha, en Russie. Sa population s'élevait à 34 912 habitants en 2013.